# ラジルギノア
『ラジルギノア』（radirgy noa）は、マイルストーンが開発、2009年6月に稼働したアーケードゲームである。ジャンルは、縦スクロール弾幕シューティング。2010年2月25日にはWii移植版『ラジルギノアWii』が、同年10月28日にはXbox 360移植版『ラジルギノア MASSIVE』が発売された。MASSIVEは、マイルストーンのXbox 360参入作品となる。また、翌年2011年2月25日に発売されたCDボックス『MILESTONE SOUND COLLECTION』に、オマケとしてWindows版『ラジルギノア MASSIVE』が付属した。
『ラジルギ』（以下、前作と表記する場合は『ラジルギ』を指す）の直接的な続編で、携帯電話風の画面構成、バッテリー式のライフといった部分を継承している。一方、画面が縦画面から横画面に変更され、一部システムにも変更が加えられる等、プレイ感覚はやや異なるものになっている。新たな要素として、前作でラスボスだった三島ルキがプレイヤーキャラとして参戦し、2人同時プレイや途中参加が可能となった他、メインキャラクター3人にボイスが追加されている。

## ストーリー
アンブラによるMPP本社ビル占拠事件から半年。街にはとりあえず平穏な生活が戻っていた。守草シズルも未だ電波アレルギーを引きずってはいるものの、相田タダヨや転入してきた三島ルキらと共に平和な学校生活を送っていた。
そんなある日の昼休み、タダヨがあらたまってシズルとルキに相談を持ちかけた。曰く「ネット上でとんでもないものをダウンロードし、実行してしまった結果、自分のドッペルゲンガーが誕生してしまった。これを退治してほしい」というのだ。シズルとルキはタダヨが改造した端末スーツ『小次郎･改』と『プロトタイプ金撒』に再び乗り込み、旧体育倉庫から出撃する。

### 登場人物
守草 シズル（かみぐさ シズル）
声：やなせなつみ
浮羽市に住む、普通の高校生。「小次郎・改」に乗る。
三島 ルキ（みしま ルキ）
声：桜庭わかな
テロリストグループ "アンブラ" の元リーダーで、現在はシズルの家の近くに部屋を借りて平和な生活を送っている｡「プロトタイプ金撒」に乗る。
相田 タダヨ（あいた タダヨ）
声：吉田愛理
シズルの中学からの友達で、PCやメカ、その他諸々に強い。使われていない旧体育倉庫を拠点として私物化し、そこからネットを介してシズルたちをナビゲートする。
黒チーポ
「DREAMER09」や「SWS-T808」に乗ってシズルたちを襲ってくる。実は本人も何故戦っているかよく分かっていない。
黒田 タダヨ（くろだ タダヨ）
タダヨが生み出してしまったドッペルゲンガー。今回の黒幕。

## ゲームシステム
1レバー+3ボタン制。Aボタンでショット、Bボタンでソード、Cボタンでアブゾネット。
1P席側のプレイヤーはシズルの「小次郎･改」を、2P席側のプレイヤーはルキの「プロトタイプ金撒」を操作する。
大まかなシステムは前作とほぼ同じだが、一方で変更・廃止された要素も存在する。
- ショットはゲーム開始時に1つを選ぶ方式から、ゲーム中にアイテムを取って切り替える方式に変更。同時に自機のスピード選択や、メール受信の有無の切り替えも廃止。
- ラジルギ以降の作品で標準装備となっていた、前方を防御するシールドを廃止。
- 得点倍率の仕様を大幅に変更（詳細は下記）。
- ラジルギ以降の作品では敵と接触してもミスにならないのが普通になっていたが、本作では一部のボスを除いて、空中の敵と接触した際も普通にダメージを受ける様になった。
- 全面クリア時にライフ1つにつき1000万点が最終的に加算される。

ダメージを受けるとバッテリー残量を模したライフが1つ減少し、全て無くなるとゲームオーバー。

### 自機性能
1P自機の「小次郎･改」と2P自機の「プロトタイプ金撒」に性能の違いは無く、武器構成も同じ。使用可能な武器は以下。
ショット
ボタン押しっぱなしでオート連射。武器チェンジアイテムを取ると種類を切り替える事ができる他、最高6段階までパワーアップする。
- ワイドショット（緑） - 前方広範囲を攻撃出来る。
- サイドショット（黄） - 前方と左右へ同時にショットを発射する。
- クロスショット（赤） - Xの形にショットを発射する。癖はあるが斜めに攻撃でき、一発あたりの威力も高い。

ソード
威力の高い近距離攻撃で、ショットと併用可能。
また、Bボタンを押さずにしばらく待つとソードが光り、この状態でBボタンを押すと威力の高い「溜めソード」となる。溜めソードで敵を倒すと、得点に倍率が掛かり2倍のスコアを得られる。
アブゾネット
アブゾネットゲージが満タンになると使用可能。自機が完全に無敵となり、自機の周囲にフィールドを発生させる。フィールドは敵弾を消す他、接触した敵にはダメージを与え、更にフィールド内のアイテムを吸い込むことができる。
また、アブゾネットが発動すると電波アンテナが立ち、得点に倍率が掛かる様になる。一定時間中に連続して使用するとアンテナが0〜3本まで増えていき、それに応じて倍率も2倍、4倍、8倍、16倍と増加していく。これに溜めソード使用時の倍率増加も加わると、本作の最高倍率は32倍になる。尚、アンテナは一定時間経過すると本数が減っていく。
2人同時プレイ時に互いの自機が密着すると、ショットが最大まで強化され、更にアブゾネットゲージが自動で溜まっていくという恩恵を得られる。

### アイテム
基本的には敵編隊の全滅、中型機やボスの部位と本体を破壊することで発生する。
- 得点アイテム（点） - スコアが加算される。青色で三角形の小と金色で五角形の大の二種類が存在する。
- アブゾネットアイテム（網） - アブゾネットゲージを満タンにする。
- 武器チェンジアイテム（力） - アイテムキャリアーを破壊すると出現。色に応じたショットに変更する。また、色に関わらずショットがパワーアップする。ソードで弾き返すと「緑」→「黄」→「赤」→「緑」…と変化していき、数回それを繰り返すと「網」アイテムに変化、更に「網」状態で弾き返すと「点」アイテムになり、これ以上変化しなくなる。
- 充電アイテム（充） - スコアがエクステンドスコア[2]に到達すると出現。自機のバッテリー（ライフ）を1回復する。

電波カプセル
アブゾネットゲージが回復する。敵を倒したり、アブゾネットに敵や敵弾が触れると入手出来る。
マイルマーク
「DREAMER09」をステージ7終了までに撃破すると出現。このアイテムの入手の有無がエンディングに影響している。

### EXPANDモード
コイン投入後、タイトル画面でコマンドを入力するとプレイ出来る隠しモード。
自機の大きさが数倍に巨大化しているのが特徴で、攻撃力が増した反面、自機の当たり判定も巨大化しており、通常のプレイとは異なる立ち回りが要求される。

## ステージ構成
全9ステージ。奇数（1、3、5、7）面は「DREAMER09」と戦闘するステージ、偶数（2、4、6、8）面及び9面は縦スクロールの流れに進むステージとなる。6･8･9面は途中で中ボスが待ちうけ、一定時間経過、もしくは倒すことで中ボスは逃げて行く。尚、全面クリア時のエンディングは2種類存在し、マイルマークの入手とコンティニューの有無で変化する。

## 移植版の独自要素

### Wii版
- オマケとして、『イルベロ』のショットが『ラジルギノア』仕様になった『イルベロ-スティル-』が収録されている。
- EXPANDモードを出現させるコマンドがアーケード版から変更されている[4]。

### MASSIVE（Xbox 360版）
- HD画質向けにグラフィックが書き直されている。
- 本拠地である旧体育倉庫を敵から守り続ける「DEATHモード」の追加。残機は無限で、倉庫のライフゲージが無くなるとゲーム終了。倉庫のライフゲージは敵が画面外へ逃げると減る様になっている。
- 所定の時間内でどれだけスコアを稼げるかを競う「MASSIVEモード」の追加。残機は無限で、ゲーム開始から120秒経過する、またはボスを倒すとゲーム終了となる。
- 前作風にアレンジされた「CLASSICモード」の追加。敵と接触してもダメージを受けない仕様になっているのが最大の特徴。全5ステージ構成で、ショットはワイドで固定。
- ゲーム中に挿入されるアイキャッチやプレイムービーを観覧できる「GALLERY」の追加。
- EXPANDモードを出現させるコマンドはWii版と同様。
- Xbox liveにも対応し、オンラインランキング機能の追加、実績に対応。

### Windows版
- タイトルは「ラジルギノア MASSIVE」となっているが、360版で追加された新モードは収録されていない。ただし、EXPANDモードに関しては最初からプレイ可能。
- 操作はキーボードで行う。ゲームパッドには非対応。
- コンフィグファイル内の数値を変更する事で、ステージセレクトや自機の無敵化等が行える。

## 開発
本作の企画はある会社から持ちかけられたものであり、『ラジルギノア』というタイトルも先方によって決められた。
永田は、先方からこのような感じにして欲しいとギャルゲーのパッケージを送られてきた上に、どれも巨乳のキャラクターばかりだったことから、キャラクターデザインには関わらず、社内にいた女性デザイナーにデザインを依頼した。その結果、前作『ラジルギ』からキャラクターデザインが大幅に変更された。
後に、永田は「サウンドとかメールの文面とかは僕がやってたんですけど、なかなか愛せないと言うか。僕の中では何とも不思議なゲームですね。」と4Gamer.netのインタビューで複雑な気持ちをあらわにしている。

## 関連作品
- カオスフィールド
- カラス - ラジルギのシステムを踏襲し、武装レベルの概念が用いられている。
- イルマティックエンベロープ - 本作を基にしたゲーム。
- マイルストーンシューティングコレクション2 - 前作と本作を収録したもの。